# عنکبوت‌های لحاف‌دوز
عنکبوت‌های لحاف‌دوز (نام علمی: Linyphiidae) نام یک تیره از راسته عنکبوت است.